# Alyawarr
Alyawarr är ett australiskt språk som talades av 1 450 personer år 1996. Alyawarr talas i Nordterritoriet och Queensland. Alyawarr tillhör de pama-nyunganska språken.

## Exempelfras
| Alyawarr                    | Engelska                    | Svenska                        |
| --------------------------- | --------------------------- | ------------------------------ |
| Anantherr Alyawarr ingkerr. | We are all Alyawarr people. | Vi är alla Alyawarr-människor. |